# Rudolf Gähler

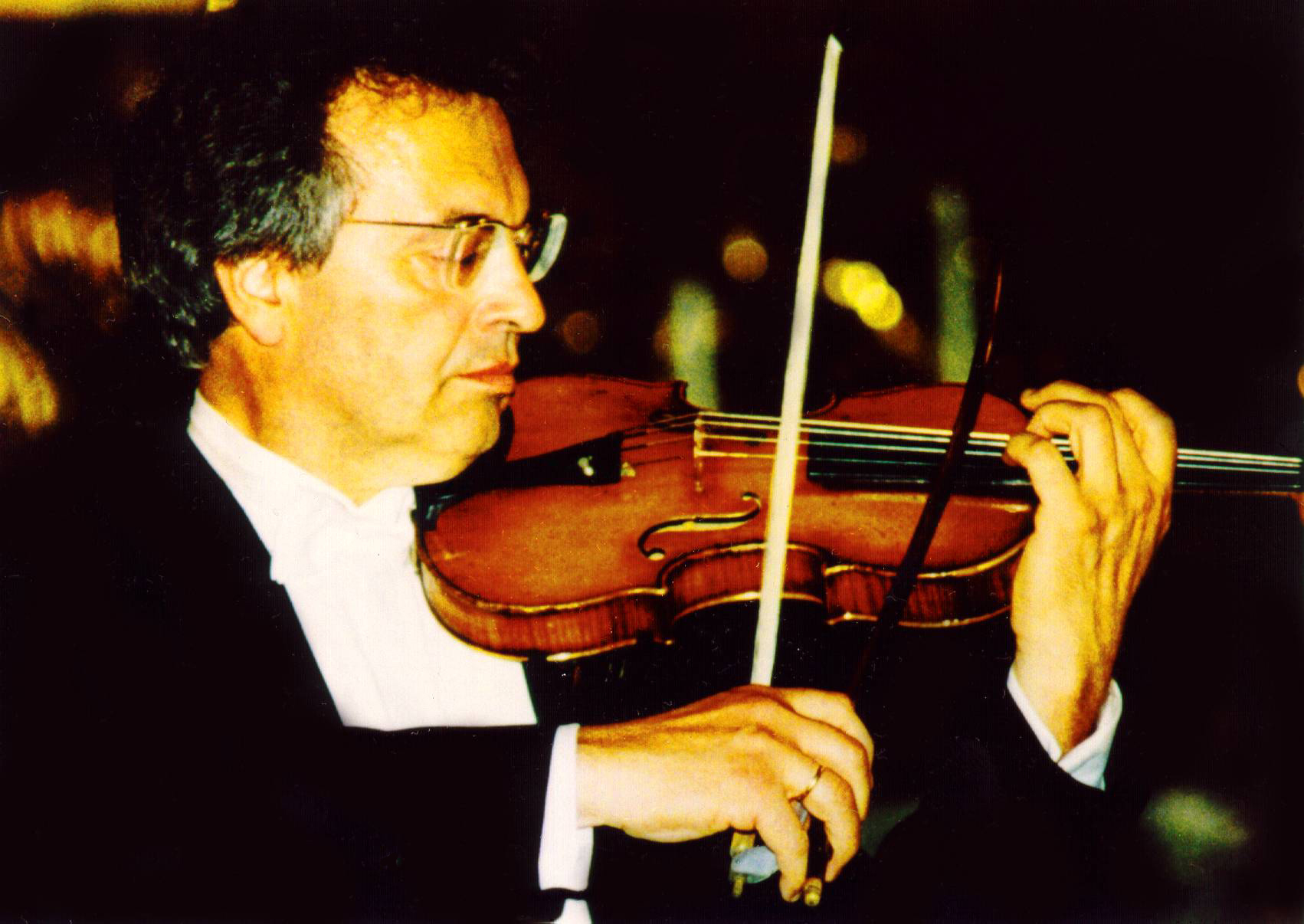
Rudolf Gähler suona il violino con un arco curvo (1984)

Rudof Gähler (Hoyerswerda, 11 febbraio 1941) è un violinista tedesco.

## Biografia
Rudolf Gähler ha studiato violino con Rolph Schroeder a Kassel e Vittorio Brero a Berlino. Per molti anni è stato la spalla dell'Orchestra Beethoven di Bonn. Dall’inizio degli anni Settanta Gähler, oltre all’arco tradizionale, utilizza il cosiddetto arco curvo. Dopo un concerto tenuto da Gähler durante il 48º Festival della Neue Bachgesellschaft di Norimberga nel 1973, Guenther Haußwald, l’editore della New Bach Edition, è rimasto sorpreso dalla ‘potenza polifonica’ ottenuta attraverso un'interpretazione con l’arco curvo. 
Per un confronto diretto tra diverse interpretazioni, Gähler ha suonato al 57º Festival di Bach di Wuerzburg nel 1982 insieme a Dmitrij Sitkoveckij; con Mark Kaplan nella trasmissione televisiva ARD in occasione del 300º compleanno di Johann Sebastian Bach nel 1985; e con Thomas Zehetmair durante il simposio "Sei Solo" della European String Teachers Association (Presidente: Sir Yehudi Menuhin) e l'Accademia internazionale di Bach di Stoccarda nel 1990 (direttore artistico: Helmut Rilling). 
Le trasmissioni radiofoniche e televisive, così come le registrazioni di dischi e CD, illustrano l'ampia gamma del suo repertorio e le ricche possibilità sonore sia dell'arco tradizionale, sia dell'arco curvo.
Oltre all'attività solistica, Gähler tiene corsi di perfezionamento in Germania e all'estero e partecipa come specialista a convegni, simposi e festival.
Gähler ha scritto un libro nel quale sono spiegati in dettaglio i legami storici e personali che hanno portato alla costruzione dei diversi modelli di arco curvo.

## Scritti
- Der Rundbogen für die Violine - ein Phantom?, Regensburg, ConBrio, 1997